# Schmerztherapie
Unter dem Begriff Schmerztherapie werden alle therapeutischen Maßnahmen zusammengefasst, die zu einer Reduktion von Schmerz führen. Da insbesondere die Behandlung chronischer Schmerzen einen interdisziplinären Ansatz erfordert, wird dazu auch häufig der Begriff Schmerzmanagement verwendet. Dieser wird als Überbegriff für alle planenden, überwachenden und steuernden Maßnahmen verstanden, die für die Gestaltung einer effektiven Schmerztherapie erforderlich sind. Unter diesem Begriff sowie in der Schmerzmedizin werden Aspekte wie schmerzverursachende Eingriffe, schmerztherapeutische Maßnahmen, betroffene Personen, die Dokumentation und die Organisation der Schmerztherapie zusammengefasst.
Der Ansatz der multimodalen Schmerztherapie geht von einer kombinierten Schmerzbehandlung aus, die eine interdisziplinäre Behandlung von Patienten mit chronischen Schmerzzuständen (z. B. Wirbelsäulenleiden), einschließlich Tumorschmerzen unter Einbeziehung von psychiatrischen, psychosomatischen oder psychologischen Disziplinen, nach einem ärztlichen Behandlungsplan mit Behandlungsleitung umfasst.

## Geschichte
Schmerz gehört zu den ältesten Symptomen, für die Menschen Behandlungsmöglichkeiten suchten. Medizinische Anwendungen von Hitze oder Kälte beruhten in der Antike zum Teil auf dem Konzept der Humoralpathologie und sollten durch Beeinflussung einer gestörten Säftemischung zur Schmerzlinderung beitragen. Schon im antiken Griechenland wurde der Saft der Weidenrinde gegen Fieber und Schmerzen aller Art eingesetzt. Der Wirkstoff wurde später als Salicylsäure identifiziert. Weitere in der Antike (im Corpus Hippocraticum) empfohlene Schmerzmittel waren Opium, Mandragora, Schierling und Kräuterdämpfe. Die Geschwindigkeit der ersten Chirurgen und zahlreiche Helfer waren entscheidend. Das 1772 entdeckte Lachgas wurde erst für zahnärztliche Eingriffe verwendet. Morphin entwickelte sich zu einem der bedeutendsten Analgetika. Es ist das Haupt-Alkaloid des Opiums und wurde erstmals 1804 von Friedrich Wilhelm Adam Sertürner isoliert. Das aus dem Schlafmohn gewonnene Opium und auch die Pflanze selbst wurden schon lange zuvor verwendet. Schriftlich wurde die Herstellung von pharmazeutischen Produkten aus Schlafmohn erstmals um 4000 v. Chr. in Keilschriften erwähnt.
Im Jahr 1906 wies Gustav Spiess darauf hin, dass Entzündungen milder verlaufen und rascher abklingen, wenn der Schmerz beseitigt wird, was dazu beitrug, die Schmerzbekämpfung bei der Behandlung vieler Erkrankungen in den Mittelpunkt zu stellen.
Die Erkenntnis, dass chronische Schmerzen eigenen Krankheitswert erlangen können und besondere Behandlungsformen und -einrichtungen erfordern, hatte in den USA bereits in den 1940er Jahren zur Gründung der ersten Schmerzklinik geführt. Als Begründer der modernen interdisziplinären Schmerztherapie gilt der 1994 verstorbene John J. Bonica. In Deutschland gibt es schmerztherapeutische Einrichtungen erst seit den 1970er Jahren. Die erste Schmerzklinik wurde an der Universität Mainz unter Rudolf Frey und Hans Ulrich Gerbershagen eingerichtet. Die ersten beiden kassenärztlichen Schmerzpraxen wurden im Januar 1982 in Frankfurt am Main (Dres. Flöter) und Hamburg (Dres. Jungck) von Ärzten gegründet, die vorher als Chefärzte an ihren Abteilungen Schmerzambulanzen eingerichtet hatten.
In Deutschland wurde im Juni 1996 vom Deutschen Ärztetag die von Ärzten erwerbbare Zusatzbezeichnung Spezielle Schmerztherapie verabschiedet.

## Akuter und chronischer Schmerz
Akute Schmerzen sind als Warner und als Hinweis zur Diagnose der zugrundeliegenden Krankheit sinnvoll und besitzen somit eine wichtige biologische Funktion. Nebst allgemein wirksamen Analgetika ist insbesondere die kausale Behandlung der Ursache entscheidend. Dies führt meist dazu, dass die Schmerzen nachlassen und nach einer gewissen Zeit, für die es Erfahrungswerte gibt, verschwinden.
Chronischer Schmerz überdauert diesen zu erwartenden Zeitraum, in dem normalerweise eine Heilung stattfindet. Bei den betroffenen Patienten ist festzustellen, dass es für dieses Überdauern der Schmerzen mehrere ursächliche und anhaltende Faktoren gibt, die sich im somatischen, psychischen und sozialen Bereich finden oder zumindest vermuten lassen. Die Behandlung muss zusätzlich zur Behebung der Ursache auch die Linderung oder Beseitigung der Folgen mit berücksichtigen. Ein umfassendes, interdisziplinäres Schmerzmanagement ist entscheidend. Die Behandlung mit typischen Analgetika alleine ist für chronische Schmerzen nicht ausreichend.

## Medikamentöse Beeinflussung der Schmerzbahn
Die Schmerzempfindung kann medikamentös folgendermaßen beeinflusst werden:
1. Beseitigung der Noxe:
  1. Steroidale Antirheumatika (Glucocorticoide) und nichtsteroidale Antirheumatika hemmen die Entzündung.
  2. Spasmolytika und Metamizol heben schmerzhafte Verkrampfungen der glatten Muskulatur auf.
  3. Nitrate und Molsidomin erweitern die arteriellen Gefäße, verbessern z. B. die Herzdurchblutung und können den Ischämie-Schmerz aufheben.
2. Beeinflussung der Schmerzrezeptoren
  1. Lokalanästhetika betäuben die Schmerzrezeptoren (Infiltrationsanästhesie).
  2. Nicht-Opioid-Analgetika setzen die Sensibilität der Schmerzrezeptoren herab.
3. Lokalanästhetika unterbrechen die Weiterleitung von Schmerzimpulsen in peripheren Nerven (Leitungsanästhesie) und zentralen Nervenbahnen (Rückenmarksanästhesie).
4. Opiatanalgetika hemmen die Weiterleitung von Schmerzimpulsen im Rückenmark und Gehirn (Thalamus) durch Unterstützung der absteigenden hemmenden Bahnen. Sie wirken über Opioidrezeptoren (µ, kappa, delta, tau). Von der aufsteigenden Schmerzbahn zweigen Fasern ab, die direkt zur Steigerung von Aufmerksamkeit/Wachheitsgrad und zur Anregung des Herzkreislaufsystems und des Atmungssystems führen. Eine weitere direkte Verbindung besteht zum limbischen System und den entsprechenden Emotionen.
5. Ketamin bewirkt u. a. über den NMDA-Rezeptor eine dissoziative Analgesie.
6. Psychopharmaka (Sedativa wie Antidepressiva, Benzodiazepine und Neuroleptika) beeinflussen die Schmerzverarbeitung im Gehirn.

## Möglichkeiten der Schmerzbehandlung

### Pharmakotherapie
Medikamente stellen die klassische Behandlungsmethode von Schmerzen dar. Unterschiedliche Substanzklassen mit unterschiedlichem Wirkgrad und Nebenwirkungspotential werden eingesetzt. Typische Analgetika sind Opioide und Nicht-Opioid-Analgetika, sowie adjuvant verwendete Medikamente, welche die Schmerzursache beeinflussen (beispielsweise Entzündungen durch Kortison, Gefäßspasmen mit Spasmolytika, Nitrate). Die Wahl der adäquaten Medikamente sollte individuell angepasst an den Patienten erfolgen.
So treten beispielsweise bei einem großen Teil von Patienten mit fortgeschrittener Krebserkrankung zusätzlich zum chronischen Schmerz Schmerzattacken hinzu, die – bei ansonsten ausreichender Schmerzbehandlung – als Durchbruchschmerzen vom Patienten erlebt werden und die Lebensqualität erheblich beeinträchtigen können. Als Behandlung kann beispielsweise das schnellwirksame Opioid Fentanyl erwogen werden, das über die Mund- oder Nasenschleimhaut aufgenommen werden kann.

#### Substanzklassen
Folgende Substanzklassen stehen zur Schmerztherapie zur Verfügung:
- Opioid-Analgetika (Opioide), basierend auf Prototypen wie Morphin, Fentanyl und Methadon. Diese werden in stark wirksame (beispielsweise Oxycodon (auch in Kombination mit Naloxon), Pethidin, Hydrocodon, Hydromorphon, Fentanyl (auch als transdermales Pflaster), Sufentanil, Remifentanil, Pentazocin, Buprenorphin (auch als transdermales Pflaster), Morphin, Piritramid) und schwach wirksame Opioide (Tramadol, Tilidin, Codein) unterschieden.
- Nichtopioid-Analgetika, diese wiederum in:
  - Saure antiphlogistische und antipyretische Analgetika (Non-steroidal anti-inflammatory drugs (NSAID), nichtsteroidale Entzündungshemmer, nichtsteroidale Antirheumatika) wie
    - Salicylsäurederivate wie Acetylsalicylsäure (ASS), Methylsalicylat
    - Phenylessigsäurederivate wie Diclofenac
    - 2-Phenylpropionsäurederivate wie Ibuprofen und Naproxen, die neben der schmerzdämpfenden (analgetischen) Wirkung auch entzündungshemmend (antiphlogistisch) und fiebersenkend (antipyretisch) wirken
    - Oxicame wie Meloxicam, Piroxicam oder Lornoxicam mit einer stark antiphlogistischen Wirkung

  - Nicht-saure Analgetika, darunter
    - 4-Aminophenol-Derivate wie Paracetamol mit analgetischer und antipyretischer Wirkung
    - Pyrazolone wie Metamizol (etwa Novaminsulfon) oder Phenazon mit analgetischer, antipyretischer und leicht antiphlogistischer Wirkung

  - selektive COX2-Inhibitoren wie Parecoxib oder Celecoxib
  - Ketamin
  - Ziconotid
- Cannabinoide wie zum Beispiel Tetrahydrocannabinol oder Cannabidiol, siehe auch Cannabis als Arzneimittel
- Zur Schmerztherapie neuropathischer Schmerzen stehen neben Topika und Opioiden auch verschiedene neuroaktive Substanzen wie trizyklische Antidepressiva, Serotonin-Noradrenalin-Wiederaufnahmehemmer und Gabapentinoide[13] zur Verfügung.

#### WHO-Stufenschema
Die WHO empfiehlt zur medikamentösen Schmerztherapie ein Vorgehen in drei Stufen, das ursprünglich für die Schmerztherapie und palliative Behandlung bei Tumorleiden (Tumorschmerztherapie bzw. Krebsschmerztherapie bei Krebsschmerzen) entwickelt wurde.
Beginnend mit dem Therapieschema der Stufe 1 kann bei unzureichender Wirksamkeit das Schema bis zur Stufe 3 gesteigert werden.
| Stufe 1: | Nicht-opioides Analgetikum, ggf. in Kombination mit Adjuvanzien                          |
| Stufe 2: | Schwaches Opioid, ggf. in Kombination mit nicht-opioiden Analgetika und/oder Adjuvanzien |
| Stufe 3: | Starkes Opioid, ggf. in Kombination mit nicht-opioiden Analgetika und/oder Adjuvanzien   |

Bei Versagen medikamentöser Maßnahmen können auch invasive (z. B. chirurgische) Maßnahmen erfolgen, die in jüngeren Publikationen häufig als Stufe 4 angefügt werden:
| Stufe 4: | Invasive Techniken: Peridurale Injektion, Spinale Injektion, periphere Lokalanästhesie, Rückenmarkstimulation, Ganglienblockade |

Mittel der Stufe 1 sind etwa nichtsteroidale Antirheumatika (NSAID), Metamizol und Paracetamol, für Stufe 2 Tramadol und Tilidin, für Stufe 3 Morphin, Hydromorphon, Oxycodon, Fentanyl, Buprenorphin, Tapentadol und Methadon.
Eine Kombination von starken und schwachen Opioiden ist nicht angezeigt. Schwache Opioide haben eine antagonistische oder teilantagonistische Wirkung und heben dadurch die Wirkung starker Opioide auf. Ebenfalls bedingt durch die antagonistische oder teilantagonistische Wirkung zeigen schwache Opioide einen Ceiling-Effekt, d. h. die Wirkung bei Dosissteigerung ist begrenzt.
Die schmerzlindernde Wirkung von Opioiden (untersuchte Substanzen: Tramadol, Codein, Morphin, Oxycodon, Fentanyl) liegt nach der Leitlinie Langzeitanwendung von Opioiden bei nicht tumorbedingten Schmerzen (LONTS), basierend u. a. auf einer Metaanalyse von 60 randomisierten, placebokontrollierten Studien, bei chronischen nicht-tumorbedingten Schmerzen deutlich unterhalb der klinisch als relevant geltenden Wirkung bei einer Dosierung im unteren bis mittleren Dosisbereich (z. B. Oxycodon maximal 60 mg pro Tag, Morphin maximal 120 mg pro Tag) entsprechend der visuellen Analogskala. Die Langzeitanwendung der untersuchten Opioid-Analgetika bis zu 3 Monaten zeigte eine schwache, aber statistisch signifikante Schmerzlinderung. Es bestand auch unter Berücksichtigung anderer Literatur kein Unterschied in der Wirkungsstärke zwischen Opiaten und Analgetika der Stufe 2 (Opioide) und der Stufe 1 (NSAID) bei den in den Studien untersuchten Krankheitsbildern Osteoarthrose, Neuralgie nach Herpes zoster, diabetische Polyneuropathie, unspezifische Kreuzschmerzen und Fibromyalgie. Ein Anwendungsversuch opioidhaltiger Analgetika sollte deshalb wegen der eingeschränkten schmerzlindernden Wirkung bei nicht-tumorbedingten Schmerzen nur bei Inanspruchnahme zusätzlicher Maßnahmen und unter Berücksichtigung der möglichen Nebenwirkungen auch der Stufe-1-Analgetika erfolgen.

#### Adjuvante medikamentöse Schmerztherapie
Für die adjuvante medikamentöse Schmerztherapie kommen Antidepressiva (z. B. Amitriptylin), Neuroleptika oder Antikonvulsiva (z. B. Carbamazepin, Gabapentin) in Frage.

### Anästhesieverfahren
Anästhesieverfahren dienen der Akutschmerztherapie innerhalb eines begrenzten Zeitrahmens.

#### Lokalanästhetika
(z. B. Lidocain, Mepivacain, Bupivacain oder Ropivacain) hemmen die Entstehung bzw. die Weiterleitung eines elektrischen Impulses. Abhängig von der Isolation der Nerven werden mit zunehmender Konzentration des Lokalanästhetikums zuerst die vegetativen, dann die sensiblen und schließlich die motorischen Nerven blockiert.
Lokalanästhetika dienen zur
- Oberflächenanästhesie (für Wunden und Schleimhaut)
- Infiltrationsanästhesie (als intrakutane, subkutane oder intramuskuläre Injektion)
- Leitungsanästhesie (Umspritzung peripherer Nerven, Nervengeflechten, Nervenganglien)
- Rückenmarksnahe Anästhesie (Spinalanästhesie = Injektion in den Liquor, Periduralanästhesie = PDA = Injektion oder kontinuierliche Gabe[20] außerhalb der Dura); das Lokalanästhetikum kann bei der PDA mit einem Opioid kombiniert werden, oder das Opioid wird alleine gegeben.

#### Kryoanalgesie (Vereisung)
Bei der sogenannten Kälteanästhesie werden Schmerzrezeptoren der Nerven unter der Haut durch Kälteeinfluss blockiert. Das Verfahren wird oft bei Sportverletzungen, zum Beispiel Prellungen eingesetzt.
Bei der erweiterten Kryoanalgesie werden nervale Schmerzrezeptoren z. B. in Gelenkkapseln der lumbalen Zwischenwirbelgelenke mittels Kältesonde unter Anwendung von flüssigem Stickstoff ausgeschaltet/zerstört, was zu einer anhaltenden Schmerzlinderung in den betroffenen Gelenken führen kann.

#### Narkose
Die Allgemeinanästhesie (Narkose) zur Schmerzbehandlung wird nur zur Überbrückung relativ kurzer und sehr schmerzhafter Zustände eingesetzt (Operationen, Verbandwechsel, Polytrauma etc.).

### Physiotherapeutische und physikalische Maßnahmen (Auswahl)
Durch Lagerungsmaßnahmen, etwa Unterlagerung mit Kissen oder Rollen, kann, falls der Patient allein keine schmerzarme Lagerung einnehmen kann, zur Schmerzlinderung beigetragen werden. Bestimmte Lagerungen können auch zur gezielten Entlastung von Gewebe oder zur Förderung des Abflusses bei Schwellungen hilfreich sein.
Von den sensiblen Nerven der Haut zu den vegetativen Nerven der inneren Organe laufen die kutiviszeralen Reflexe (z. B. warme Umschläge auf der Bauchhaut führen zu einer Entspannung des Darms). Die sensiblen Nerven dieser Hautareale (= Headsche Zonen) treten außerdem auf gleicher Höhe ins Rückenmark wie die sensiblen Nerven der zugeordneten inneren Organe, sodass bei Schmerzzuständen des inneren Organs auch eine Überempfindlichkeit bzw. Schmerzen in der zugeordneten Headschen Zone auftreten können (z. B. Schmerzen im linken Arm bei Angina Pectoris oder Herzinfarkt).
Neben sensiblen Reizen von der Haut ziehen auch sensible Reize von Bindegewebe (BGW), Knochenhaut (Periost) und Skelettmuskulatur über Reflexbögen sowohl zu den inneren Organen als auch zu den Skelettmuskeln und ebenso von einem Organ zu einem anderen (siehe Abb. Reflexbögen des Rückenmarks). Entsprechend unterscheidet man von den Headschen Zonen (Haut) noch BGW-Zonen (Bindegewebe der Subcutis), Knochenhaut-Zonen und Muskel-Zonen.
Man kann sagen, dass sich die inneren Organe durch die Nervenstrukturen auf die Körperoberfläche projizieren (so genannte Head’sche Zonen). Daneben gibt es aber Projektionen, die dadurch nicht zu erklären sind: So scheint die Oberfläche jedes Körperteils nochmal das gesamte Körperinnere widerzuspiegeln (z. B. Reflexzonen des Fußes und der Hand). Ebenso gilt die Funktionsweise der Akupunkturpunkte als ungeklärt.

#### Massagetherapie
Durch bestimmte Massagetechniken (z. B. Reflexzonenmassage des Rumpfes, des Fußes, manuelle Segmenttherapie, Akupressur etc.) kann man über die Reflexbögen Einfluss nehmen auf das zugeordnete innere Organ. Dies führt zur Durchblutungsverbesserung und Muskelentspannung und infolgedessen zur Schmerzlinderung dieser Organe. Außerdem werden durch die vermehrte Durchblutung schneller die Substanzen abtransportiert, die bei einem Gewebsschaden die Schmerzrezeptoren reizen. Ätherische Öle (z. B. von Rosmarin, Thymian und Waldkiefer) wirken ebenfalls durchblutungsfördernd, muskelentspannend und deshalb schmerzlindernd. Sie werden daher auch zum Einreiben eingesetzt. Auch mit manueller Lymphdrainage, beispielsweise nach Traumen und Operationen, auch bei rheumatoider Arthritis und CRPS I (Morbus Sudeck, Sympathische Reflexdystrophie) lässt sich eine Schmerzlinderung bewirken.

#### Thermotherapie
Desgleichen können Wärme- und Kälteanwendungen die Organe beeinflussen. Man unterscheidet Wärmezufuhr (Wärmetherapie) und Wärmeentzug (Kryotherapie). Bei Traumen und akuten Entzündungen wird Kälte, bei chronischen Entzündungen und Entzündungen von Schleimhäuten sowie bei Muskelverspannungen wird Wärme angewendet.
Wärme bewirkt:
- Müdigkeit
- Senkung des Muskeltonus (= Entspannung) von glatter Muskulatur und Skelettmuskulatur
- Zunahme der Durchblutung durch Gefäßweitstellung
- Analgesie (Schmerzlinderung) wegen Muskelentspannung und Durchblutungssteigerung

Mögliche Anwendungen sind direkte Wärmeaplikation (Fango, Moor, Körnerkissen, Wärmekissen, heiße Rolle), Reizung spezifischer Hautrezeptoren mit einem Capsaicin enthaltenden Trägerstoff (Pflaster, Salben, Munari-Packungen) oder Infrarotstrahlung (Heizlampen, Rotlichtlampen, Infrarotwärmekabinen).
Kälte bewirkt:
- Erhöhung der Wachsamkeit, allgemeine Unterkühlung macht schläfrig
- Zunahme des Muskeltonus
- Abnahme der Durchblutung durch Gefäßengstellung und damit Blutstillung, gefolgt von reaktiver Hyperämie (Zunahme der Durchblutung nach Kältereiz)
- Analgesie durch Kälteanästhesie (eine Hautanästhesie tritt unterhalb von 13,6 °C ein[21])
- Entzündungshemmung (weil kühlend und abschwellend), Fiebersenkung

Lokale Anwendung von Eis (ca. −20 °C) von 5 Min. bis max. 20 Min. (z. B. an den Gelenken);
Ganzkörperkältetherapie in trockener Luft (ca. −110 °C) für die Dauer von 2 Min. unter Schutz der Akren (z. B. bei Rheuma) oder als Eistauchbad (ca. 10 °C).

#### Anspannung/Entspannung
Der Mechanismus einer nach Anspannung einer Muskelgruppe eintretenden Entspannungsphase (postisometrische Relaxation) kann unter anderem bei unkontrollierten Muskelanspannungen bzw. muskulärem Hypertonus („Hartspann“) zur Muskelentspannung und Schmerzlinderung genutzt werden.

#### Manuelle Therapie
Bei gestörten Weichteil- und Gelenkfunktionen („Blockaden“) kann die manuelle Therapie durch besonders geschulte Therapeuten angewendet werden.

#### Elektrotherapie
Neben der direkten Muskelreizung führt ein elektrischer Strom über die genannten Reflexbögen zur Durchblutungsverbesserung, Muskelentspannung und infolgedessen zur Schmerzlinderung der inneren Organe. Zusätzlich bewirkt die Reizung der sensiblen Nervenstrukturen, dass zum einen die Schmerzrezeptoren unempfindlicher werden und zum anderen eine Steigerung der Ausschüttung körpereigener Endorphine erreicht wird. Durch diese Behandlung wird eine Linderung oder Beseitigung von Schmerzzuständen u. a. bei: HWS-Syndrom, BWS-Syndrom, LWS-Syndrom, Arthrosen, Sportverletzungen, Durchblutungsstörungen, Neuralgien, Myalgien, Narben- und Phantomschmerzen, Frakturschmerzen, Schmerzen im Bereich des Beckenbodens erreicht.
Ein Beispiel ist die transkutane elektrische Nervenstimulation (TENS). Dabei wird die Klebeelektrode im Schmerzgebiet selbst, den Headschen Zonen oder anderen Reflexzonen angebracht. Dann wird für 3 × 30 Min./Tag Wechselstrom in Form von niederfrequenten Impulsen zwischen 1 und 100 Hz gegeben. Die Stromstärke wird individuell eingestellt, sodass der Strom nicht schmerzhaft ist. Ein anderes Therapieverfahren ist die „Small Fiber Matrix Stimulation“. Im Unterschied zu TENS werden dabei mittels elektrischem Strom gezielt die Schmerzfasern in den obersten Hautschichten aktiviert. Durch Stimulierung des schmerzweiterleitenden und schmerzhemmenden Nervensystems soll das Verfahren zu einer Rückbildung der im Zuge der Chronifizierung entstandenen krankhaften neuronalen Veränderungen im Rückenmark führen.

### Akupunktur/Akupressur
Die Akupunktur ist ein Teilgebiet der Traditionellen Chinesischen Medizin (TCM). Sie geht von Lebensenergien des Körpers aus, welche auf definierten Längsbahnen, den Meridianen, zirkulieren und einen steuernden Einfluss auf alle Körperfunktionen haben. Ein gestörter Energiefluss soll durch Reizung der auf den Meridianen liegenden Akupunktur- und Akupressurpunkte wieder ausgeglichen werden. Die Reizung kann durch Vibration (Akupunkt-Massage = APM), Druck (Akupressur) oder Nadelstiche erfolgen.
Für die Existenz der angenommenen Energien, Meridiane und Akupunkturpunkte gibt es keine wissenschaftlich anerkannten Belege. Ob Akupunktur zur Behandlung von Schmerzen geeignet ist, ist umstritten. Die bislang größte Untersuchung (gerac-Studien) konnte keine spezifische Wirksamkeit der Akupunktur bei chronischen tiefen Rückenschmerzen, chronischen Knieschmerzen bei Kniearthrose und chronischen Kopfschmerzen nachweisen; eine Akupunkturbehandlung gemäß ihren traditionellen Grundlagen ist demnach genauso wirksam wie eine Scheinbehandlung, bei der Nadeln irgendwohin gestochen werden.

### Kräftigung der Muskulatur
Nach Inaktivität kann Muskelaufbau etwa bei der Stabilisierung von Gelenken und damit zur Schmerzvermeidung beitragen.

### Multimodale Schmerztherapie
siehe 
Bei der multimodalen Schmerztherapie, die gleichbedeutend ist mit dem mittlerweile gebräuchlicheren Begriff der „interdisziplinären multimodalen Schmerztherapie“ (IMST), handelt es sich um eine i. d. R. mehrwöchige interdisziplinäre Behandlung von Patienten mit chronischen Schmerzzuständen, die oftmals während eines teilstationären bzw. vollstationären Krankenhausaufenthalts angewendet wird.
Im Gegensatz zu rein somatisch orientierten Behandlungsansätzen ist die multimodale Schmerztherapie eine biopsychosoziale Therapieform, bei der medizinische, physiotherapeutische und psychologische Behandlungen sinnvoll miteinander kombiniert werden. Bei der Umsetzung arbeiten demnach verschiedene Fachdisziplinen (Ärzte, Physiotherapeuten, Psychologen und Pflegekräfte) unter ärztlicher Behandlungsleitung nach einem standardisierten Behandlungsplan zusammen. Der Behandlungsverlauf ist hierbei durch eine regelmäßige interdisziplinäre Teambesprechung zu überprüfen und zu dokumentieren. Die multimodale Schmerztherapie wurde 2012 zunehmend von den privaten und gesetzlichen Krankenkassen anerkannt.

### Psychotherapie
Menschen, die sich durch Leistung definieren, fühlen sich durch eine Krankheit in ihrem Selbstwertgefühl verletzt. Sie setzen sich unter Druck und erleiden Stress, wodurch auch das Immunsystem geschwächt wird. Die Krankheit „Schmerz“ stellt einen speziellen Leidensdruck dar. Die Psyche steht durch das limbische System (Triebe, Antrieb, Gefühle, primäres Gedächtnis, Tag- und Nachtrhythmus etc.) mit dem Hypothalamus in Verbindung, welcher Überlebensprogramme mit Hilfe der Hypophyse (Hormonzentrale), des vegetativen, des sensiblen und des motorischen Nervensystems umsetzt. Deshalb können Stress und psychische Störungen grundsätzlich zu hormonellen Störungen und vegetativen Funktionsstörungen führen.
Schmerzen gehen mit Ängsten und häufig auch mit Aggressionen einher. Insbesondere die Angst vor dem Wiederauftreten des Schmerzes (Schmerzangst) führt zum Vermeiden (vermeintlich) schmerzauslösender Bewegungen und führt letztlich zu einem ausgeprägten Vermeidungsverhalten von Bewegung überhaupt („Ich muss mich schonen“). Das wiederum bewirkt eine dysfunktionale Schwächung der Muskulatur. Außerdem führt die Angst zu verstärkter muskulärer Anspannung. Häufig führen chronische Schmerzen (insbesondere das Erleben, den Schmerzen ausgeliefert zu sein) zu Depressionen, welche wiederum die Schmerzen unterhalten bzw. verstärken können. So kann es zum Teufelskreis des Schmerzes kommen.
Zur Behandlung von chronischen Schmerzen (Dauer mind. sechs Monate) bzw. von gehäuft auftretenden akuten Schmerzen gehört die Schmerzbewältigungstherapie, ein Verfahren, das zur Verhaltenstherapie gezählt wird. Ein wesentliches Ziel dieser Schmerzpsychotherapie ist die Verbesserung der Selbstwirksamkeitserwartung, d. h. der Einschätzung der Betroffenen, mit dem Schmerz erfolgreich umgehen zu können. Hierzu lernen die Betroffenen, welche ihrer Verhaltensweisen und Gedanken im Umgang mit dem Schmerz ungünstig und möglicherweise sogar schmerzverstärkend sind, und alternative, günstige Verhaltensweisen und Gedanken werden erarbeitet bzw. vermittelt.
Methoden der Psychologischen Schmerzbewältigung:
- Entspannung: Schmerzen treten eher in Stress- und Belastungssituationen auf, umgekehrt zeigt es sich, dass im Zustand der Entspannung die wahrgenommene Schmerzintensität abnimmt. Deshalb sind verschiedene Entspannungsverfahren sehr sinnvoll einzusetzen, z. B.
  - Progressive Muskelentspannung
  - Autogenes Training
  - Selbsthypnose: Durch Autosuggestion herbeigeführter schlafähnlicher Zustand, z. B. durch Audiokassetten
  - Hypnose: Bei Hypnose kann über Suggestion das Schmerzempfinden herabgesetzt werden
- Verbesserung der Wahrnehmung von Körpervorgängen, z. B. durch Biofeedback: Durch den Einsatz von Messgeräten können Körperfunktionen direkt rückgemeldet werden. Hierdurch lässt sich der Zusammenhang zwischen psychischem Erleben und körperlichen Symptomen gut „sichtbar machen“ und der Betroffene lernt, seine Körperfunktionen selbst zu kontrollieren. So kann mittels Biofeedback der Hautleitfähigkeit die Entspannungsreaktion demonstriert und geübt werden. Häufig eingesetzt wird auch die Rückmeldung der Muskelspannung mittels EMG (z. B. Rückmeldung der Stirnmuskelaktivität bei Spannungskopfschmerz), oder der Gefäßweite durch Plethysmografie. Bei Migräne wird z. B. ein Vasokonstriktionstraining der Schläfenarterie durchgeführt, oder die Hauttemperatur der Hand zurückgemeldet.[32] Neuere Studien zeigen zudem, dass es durch Neurofeedback der Hirnströme über dem anterioren cingulären Cortex zu einer Reduktion des Schmerzerlebens kommen kann.[33]
- Kognitive Therapie: Erkennen schmerzfördernder Gedanken (z. B. Katastrophisieren), Erarbeiten hilfreicherer Gedanken (s. u.)
- Aufmerksamkeitslenkung: Dabei geht es darum, den Fokus der Aufmerksamkeit vom Schmerz weg auf andere (innere oder äußere) Inhalte zu lenken, z. B. auf nicht-schmerzende Teile des Körpers, einen Gedanken, eine Vorstellung, oder äußerlich auf ein Bild, ein Gespräch etc.
  - Hilfreiche Gedanken wie z. B. „Heute ist der Schmerz schon weniger stark als er schon war“, „Alles ist vergänglich, auch der Schmerz“, „In der Vergangenheit hat mir xy geholfen“ etc.
  - Positive Vorstellung: Imaginationsübungen, z. B.: Ort der Kraft, Ort der inneren Ruhe, Fantasiereisen
- Aufbau angenehmer Aktivitäten wie z. B. „Buch lesen“, „Spaziergang“, „Baden“ oder „ins Kino gehen“; unterstützt durch körperliches Training und physiotherapeutische Maßnahmen
- operante Methoden zur Reduktion des Vermeidungsverhaltens,[33] z. B.
  - zeitkontingente Medikamenteneinnahme: Medikamente sollten nicht bei Bedarf eingenommen werden, sondern regelmäßig zu einem festen Zeitpunkt, da ansonsten das Schmerzverhalten (Vermeidungsverhalten) durch negative Verstärkung aufrechterhalten wird (siehe Operante Konditionierung) und das Risiko der Abhängigkeitsentwicklung hoch ist.
  - Grenzen für Belastungen (Gehen, Treppen steigen etc.) herausfinden lassen, allmähliche Steigerung der Aktivitäten (statt unnötiger Schonung)
- Achtsamkeitsbasierte Methoden, Akzeptanz des Schmerzes:[33]
  - Verzicht auf den Kampf mit dem Schmerz
  - realistische Auseinandersetzung mit dem Schmerz
  - Interesse an positiven Alltagsaktivitäten
- Selbstfürsorge: z. B. langes Arbeiten ohne Pausen („durchhalten müssen“) vermeiden, Grenzen setzen („Nein“ sagen), Wünsche äußern, sich etwas Gutes tun (angenehme Aktivitäten, s. o.)

### Neurochirurgie
Neurochirurgische Maßnahmen der Schmerzchirurgie werden als ultima ratio angesehen; Beispiele:
- Chordotomie: Durchtrennung der Schmerzbahn zwischen Rückenmark und Thalamus (Tractus spinothalamicus)
- Koagulation des Ganglion Gasseri (sensibler Hirnnervenkern des N. trigeminus; dieser Hirnnerv versorgt das Gesicht sensibel mit drei Ästen) oder Durchtrennung eines der drei Äste dieses Nerven; Indikation: Trigeminusneuralgie

## Gesellschaften
Mehrere Gesellschaften und Verbände bemühen sich um die Erforschung und Therapie des Schmerzes:
- Deutsche Schmerzgesellschaft e. V., die als anerkannt medizinische Fachgesellschaft Mitglied im AWMF ist und die vor 2012 Deutsche Gesellschaft zum Studium des Schmerzes e. V. (DGSS) hieß.
- Deutsche Gesellschaft für Anästhesiologie und Intensivmedizin e. V. (DGAI), anerkannte medizinische Fachgesellschaft und Mitglied im AWMF
- Deutsche Gesellschaft für Psychologische Schmerztherapie und -forschung e. V. (DGPSF), anerkannte medizinische Fachgesellschaft und Mitglied im AWMF
- Interdisziplinäre Gesellschaft für orthopädische/unfallchirurgische und allgemeine Schmerztherapie e. V. (IGOST)[36] als Teil der DGOU
- Deutsche Gesellschaft für Palliativmedizin e. V. (DGP), anerkannte medizinische Fachgesellschaft und Mitglied im AWMF
- Deutsche Schmerzliga e. V.
- Deutsche Gesellschaft für Schmerzmedizin e. V.
- Österreichische Schmerzgesellschaft (ÖSG)[37]

- Europäische Algesiologie-Gesellschaft e. V.
- Verband Deutscher Ärzte für Algesiologie – Berufsverband Deutscher Schmerztherapeuten e. V. ist mit Stand 2025 nicht mehr aktiv.

## Leitlinien
- S3-Leitlinie Opioide, Langzeitanwendung zur Behandlung bei nicht tumorbedingten Schmerzen der Deutschen Interdisziplinäre Vereinigung für Schmerztherapie. In: AWMF online (Stand 2009)
- S3-Leitlinie Behandlung akuter perioperativer und posttraumatischer Schmerzen der Deutschen Gesellschaft zum Studium des Schmerzes (DGSS). In: AWMF online (Stand 2009)
- S3-Leitlinie Nationale VersorgungsLeitlinie Kreuzschmerz der BÄK, KBV, AWMF. In: AWMF online (Stand 2009)